# Alice Castello
Alice Castello är en ort och kommun i provinsen Vercelli i regionen Piemonte i Italien. Kommunen hade 2 580 invånare (2018).